# Deborah Cox
Deborah Cox (Toronto, 13 luglio 1974) è una cantante canadese.

## Biografia
Debuttò nel mondo della musica nel 1995 con un album R&B, diventando in seguito famosa anche come cantante di musica dance. Cominciò come corista di Céline Dion, poco dopo firmò un contratto con l'Arista Records. Il suo primo album Deborah Cox fu visto di buon occhio dalla critica, anche se in classifica non fece la differenza. Andò meglio con il secondo album One wish, lanciato nel 1998. Il primo singolo tratto da One Wish, Nobody's Supposed To Be Here, batté molti record restando al numero 1 della classifica americana Hot R&B/Hip-Hop Singles & Tracks per ben 14 settimane: basti pensare che solo Mary J. Blige con la sua Be Without You ha fatto meglio di Deb.
Nel 2002 fu lanciato il suo terzo album, The Morning After, che non solo riuscì a mantenere intatto lo standard della diva, ma contribuì a porre Deborah sulla vetta delle classifiche meglio che in passato, almeno a livello di album. Dal suo terzo album furono lanciati quattro singoli, di cui due raggiunsero la vetta della classifica dance americana, Deborah fu così salutata come la nuova regina della dance music.
Nel 2003 lanciò un disco chiamato Remixed in cui raccoglieva i suoi più celebri momenti di musica dance. Nel 2004, fece il proprio esordio a Broadway debuttando nel musical di Elton John Aida. Molti fan si chiedono se la Cox sia una cantante R&B oppure Dance, fatto sta che entrambi i generi le hanno regalato un successo dopo l'altro.
Nella primavera del 2004 è uscita la prima vera collezione della sua carriera, Ultimate Deborah Cox, che contiene praticamente tutti i suoi singoli. Un nuovo singolo uscito nel 2005 è stato House Is Not a Home che è arrivato al primo posto della Dance Club Songs statunitense, diventando la nona canzone di Deborah a raggiungere tale posizione.
Il 29 giugno 2006 Deborah ha dato alla luce una figlia. Per lei è già il secondo figlio. Nel giugno 2007, la cantante ha lanciato Destination Moon, un album che ripropone i classici della cantante jazz Dinah Washington. Nel luglio 2007, Deborah ha lanciato un nuovo singolo dai tratti Dance/Club intitolato Everybody Dance (Clap Your Hands). Nel mese di novembre 2008 è uscito The Promise, il suo quarto album R&B. Il disco arriva a sei anni di distanza dall'ultimo The Morning After ed è stato anticipato dal singolo Did You Ever Love Me. La canzone è arrivata al numero 69 della classifica R&B americana.
In Canada è stata preferita Beautiful U R come primo singolo. La scelta è stata giusta, in quanto ha permesso a Deborah di tornare in top 10 dieci anni dopo Nodoby Supposed To Be Here. Visto il successo, la canzone è uscita anche negli USA dove ha raggiunto il primo posto nella classifica dance, diventando la decima numero 1 hit dell'artista.
Per le radio R&B è stata scelta Saying Goodbye che però non ha ottenuto il successo sperato. Il quarto singolo sarà la title track The Promise, che, scritta da John Legend, sarà mandata nelle radio americane nel mese di luglio.
Lo scorso aprile, i dj Axwell, Sebastian Ingrosso, Steve Angello e Laidback Luke hanno lanciato la canzone house Leave The World Behind che, cantata interamente da Deborah, sta avendo un gran successo in Europa ed ha recentemente debuttato al numero 47 nella classifica dance americana.
Sposata con il produttore Lascelles Stephens, la Cox è madre di tre figli.

## Discografia

### Album in studio
- 1995 – Deborah Cox
- 1998 – One Wish
- 2002 – The Morning After
- 2007 – Symptoms of Love
- 2007 – Destination Moon
- 2008 – The Promise

### Album di remix
- 2003 – Remixed

### Raccolte
- 2004 – Ultimate Deborah Cox

### Singoli
- 1995 – Sentimental
- 1995 – It Could've Been You
- 1996 – Who Do U Love
- 1996 – Where Do We Go from Here
- 1996 – The Sound of My Tears
- 1996 – Just Be Good to Me
- 1997 – Things Just Ain't the Same
- 1998 – September
- 1998 – Nobody's Supposed to Be Here
- 1999 – We Can't Be Friends
- 1999 – It's Over Now
- 2000 – I Never Knew
- 2000 – Same Script, Different Cast (con Whitney Houston)
- 2001 – Absolutely Not
- 2002 – Up & Down
- 2002 – Mr. Lonely
- 2003 – Play Your Part
- 2003 – The Morning After
- 2003 – Something Happened On the Way to Heaven
- 2004 – Easy As Life
- 2005 – Stupid Like U
- 2005 – House Is Not a Home
- 2007 – Everybody Dance (Clap Your Hands)
- 2008 – Did You Ever Love Me
- 2008 – Beautiful U R
- 2009 – Saying Goodbye
- 2009 – The Promise
- 2009 – Leave the World Behind